# Rondell Bartholomew
Rondell Bartholomew (ur. 7 kwietnia 1990 w Saint Patrick) – grenadyjski lekkoatleta, sprinter.
W 2009 Bartholomew zadebiutował na mistrzostwach świata, jednak odpadł już w eliminacjach. Dwa lata później ponownie pojawił się na światowym czempionacie, zajmując 6. miejsce w finale biegu na 400 m. Przez problemy zdrowotne nie startował w pierwszej połowie 2012 roku, ale jego wcześniejsze rezultaty umożliwiły mu pojechanie na swoje pierwsze igrzyska olimpijskie do Londynu. Bartholomew musiał się jednak wycofać z igrzysk z powodu kontuzji.

## Osiągnięcia
| Rok  | Impreza                                  | Miejsce       | Konkurencja        | Lokata     | Wynik   |
| ---- | ---------------------------------------- | ------------- | ------------------ | ---------- | ------- |
| 2008 | CARIFTA Games                            | Basseterre    | bieg na 400 m      | 1. miejsce | 46,86   |
| 2008 | CARIFTA Games                            | Basseterre    | bieg na 200 m      | półfinał   | 21,61   |
| 2008 | CARIFTA Games                            | Basseterre    | sztafeta 4 x 100 m | 5. miejsce | 41,75   |
| 2008 | CARIFTA Games                            | Basseterre    | sztafeta 4 x 400 m | 5. miejsce | 3:18,92 |
| 2008 | Mistrzostwa świata juniorów              | Bydgoszcz     | bieg na 400 m      | półfinał   | 47,60   |
| 2008 | Igrzyska Wspólnoty Narodów młodzieży     | Pune          | bieg na 200 m      | eliminacje | 22,73   |
| 2008 | Igrzyska Wspólnoty Narodów młodzieży     | Pune          | bieg na 400 m      | 6. miejsce | 48,21   |
| 2009 | CARIFTA Games                            | Vieux Fort    | bieg na 400 m      | 2. miejsce | 45,58   |
| 2009 | CARIFTA Games                            | Vieux Fort    | sztafeta 4 x 400 m | 3. miejsce | 3:11,93 |
| 2009 | Mistrzostwa panamerykańskie juniorów     | Port-of-Spain | bieg na 400 m      | 3. miejsce | 46,61   |
| 2009 | Mistrzostwa panamerykańskie juniorów     | Port-of-Spain | sztafeta 4 x 400 m | 5. miejsce | 3:11,91 |
| 2009 | Mistrzostwa świata                       | Berlin        | bieg na 400 m      | eliminacje | 46,85   |
| 2011 | Mistrzostwa Ameryki Środkowej i Karaibów | Mayagüez      | sztafeta 4 x 400 m | 5. miejsce | 3:04,27 |
| 2011 | Mistrzostwa świata                       | Daegu         | bieg na 400 m      | 6. miejsce | 45,45   |

## Rekordy życiowe
- Bieg na 400 metrów – 44,65 (2011)
- Bieg na 600 jardów (hala) – 1:09,45OT (2010)
- Bieg na 600 metrów (hala) – 1:18,10OT (2011) rekord Grenady

30 kwietnia 2011 grenadyjska sztafeta 4 × 400 metrów w składzie: Joel Redhead, Kirani James, Kenion Herry oraz Rondell Bartholomew ustanowiła rekord kraju w tej konkurencji – 3:04,69.
17 lipca 2011 podczas mistrzostw Ameryki Środkowej i Karaibów sztafeta w składzie: Joel Redhead, Kirani James, Josh Charles i Bartholomew poprawiła ten wynik uzyskując czas 3:04,27 (aktualny rekord kraju).